# Stortingsvalet i Norge 2001
Stortingsvalet 2001 hölls i Norge den 10 september 2001.

## Valresultat
Procentuell röstfördelning i Stortinget 2001:
Arbeiderpartiet 24,3 %, Høyre 21,2 %, Fremskrittspartiet 16,4 %, Sosialistisk venstreparti 12,4 %, Senterpartiet 7,9 %, Kristelig folkeparti 6,4 %, Venstre 3,9 % och Rød Valgallianse 1,6 %.
Mandatfördelning efter valet:
- Arbeiderpartiet 43
- Sosialistisk Venstre 23
- Senterpartiet 10
- Kristelig Folkeparti 22
- Venstre 2
- Høyre 38
- Fremskrittspartiet 26
- Kystpartiet 1.

Valdeltagandet uppgick till 75,1%.

## Regeringsbildning
Efter valet bildades Regeringen Bondevik II, en konservativ koalitionsregering i minoritet bestående av Høyre, Kristelig Folkeparti och Venstre. Den övertog efter Regeringen Stoltenberg I efter att Arbeiderpartiet gjort sitt sämsta val på 77 år. Regeringen fick stöd av Fremskrittspartiet i Stortinget för att kunna få igenom sina förslag. Till statsminister utsågs Kjell Magne Bondevik från Kristelig Folkeparti.